# إدوارد ديلغادو
إدوارد ديلغادو (بالإنجليزية: Edward Delgado)‏ هو لاعب كرة قدم أمريكي في مركز حراسة المرمى، ولد في 23 يناير 1998 في أوكسنارد في الولايات المتحدة. لعب مع نادي لاس فيغاس لايتس.

## وصلات خارجية
- إدوارد ديلغادو على موقع قاعدة بيانات كرة القدم.إي يو (الإنجليزية)
- إدوارد ديلغادو على موقع Soccerway.com (الإنجليزية)